# Max Pisu
Massimo Pisu (Legnano, Italia, 23 de enero de 1965), conocido como Max Pisu, es un actor, comediante y productor de teatro italiano.

## Biografía
Comenzó a actuar como aficionado en actividades como orador cuando era niño. Gracias a Gianni Cajafa llegó a la actuación cómica profesional. Debutó en 1991 en el club milanés La corte deimirali. En 1998 actuó por primera vez del personaje de «Tarcisio», un chico del oratorio, a Zelig, donde permaneció hasta 2003. En 2000-2002 y 2004 participó en el programa Guida al Campeonato
En 2003 presentó el espectáculo Bravo Grazie en Rai 2 con Valeria Marini y posteriormente Un Disco para Estate, Fabrica del smile (2003), Note mediterranea (2003-2006), Dua Kull Divino (2005) y otros. Debutó en el cine en 1999 como Tarcisio en La Gran Ciruelota de Claudio Malaponti, junto a Enzo Iacchetti, Sandro Ciotti, Natasha Stefanenko y muchos otros protagonistas de Zelig.
Participó en películas de Aldo, Giovanni y Giacomo en papeles menores y actuó junto a Rupert Everett en la película South Kensington (2001). En 2004 interpretó a Walter en la película In questo mondo Di ladri y participó en Box Office 3D - Il film dei films (2011) con Ezio Greggio y Gigi Proietti. En 2013 publicó el libro "Max tanto Basta. Aventuras y recetas para descubrir que la comida también es buen humor ", editado por Gribaudo, escrito con Carlo Casti.

## Filmografía

### Cine
- La gran ciruela, dirigida por Claudio Malaponti (1999)
- Pregúntame si soy feliz, dirigida por Aldo, Giovanni e Giacomo y Massimo Venier (2000)
- South Kensington, dirigida por Carlo Vanzina (2001)
- En este mundo de ladrones, dirigida por Carlo Vanzina (2004)
- ¿Conoces a Claudia?, medios de Massimo Venier (2004)
- Box Office 3D - La película de las películas, dirigida por Ezio Greggio (2011)
- Arroz, amor y fantasía, dirigida por Ettore Pasculli (2016)

### Televisión
- - 2004 Un posto al sole
  - 2005 Bar Stadio
  - 2006 Belli dentro, sit-com, regia di Gianluca Fumagalli
  - 2007 Fiore e Tinelli
  - 2007 7 vite
  - 2008 Terapia d'urgenza
  - 2008 Finalmente una favola
  - 2009 Così fan tutte
  - 2011 Don Matteo 8 - 1 episodio
  - 2011 La famiglia Gionni
  - 2012 I Cesaroni – episodio 5x14
  - 2024 Sei nell'anima

### cortometrajes
- Un regalo para la vida, dirigida por Enzo Carone (2014)

## programas de televisión
- 1998-2000 Zelig
- Guía del campeonato 2000
- 2001 Gran Gala Publicitaria
- 2001 Verano de San Remo
- Oscar de fútbol AIC 2001
- 2003 Bien hecho. Gracias.
- 2003 Circo Zelig
- 2003 Un récord para el verano.
- 2003 noche mediterránea
- 2003 La fábrica de sonrisas
- 2005 Dos en el sofá
- Campeones 2005, el sueño
- 2005 Italia en dos
- 2005 Los que futbol
- 2005 ¿Quién engañó al tío Jerry?
- 2007 La situación de mi hermana no es buena (programa con Adriano Celentano)
- 2009 Contracampo
- 2010 aire fresco
- 2022 Alessandro Borghese - Chef famoso (TV8) - concursante

## transmisiones de radio
- Incluso el domingo (1996)
- ¿Desde dónde llama? (1997)
- Amistoso tuyo (Radio Italia) (1997)
- Spot testimonial de la Liga Antiabandono de Animales (1999)
- Bar Estadio en la Radio (2006)
- Juego limpio (2006)

## Teatro
- 1999/2000 - Tarsicio
- 2000-2002 - Tarcisioscopia
- 2002-2003 - Incluso a las ballenas les gustan las caricias
- 2003-2005 - Algunas cosas te dejan huella
- 2006-2007- autoparrilla
- 2012 - Amnesia
- 2016 - Tijeras y locura
- 2017 - Arenas movedizas
- 2018/2021 - Mujeres desesperadas, dirigida por Diego Ruiz
- 2023 Qué bella estás esta noche'', de Antonio De Santis, dirigida por Marco Rampoldi.

## Internet
Participó en la plataforma digital Sinarra.tv contando Es una vida maravillosa.

## Expresiones de gratitud
- 1992 – Premio Ciudad de Milán - Gianni Magni
- 1996 – Premio Petrolini – Bravograzie
- 1997 – Premio Ugo Tognazzi
- 2000 – XXVIII Premio Sátira Política de cabaret
- 2003 – Premio Walter Chiari
- 2007 – Premio Sportilia
- 2017 – Premio al Mérito Cívico de la Ciudad de Legnano[2]